# Férfi kenu kettes 10 000 méter az 1948. évi nyári olimpiai játékokon
Az 1948. évi nyári olimpiai játékokon a kajak-kenu férfi kenu kettes 10 000 méteres versenyszámát augusztus 11-én rendezték Henley-i-ben.

## Eredmények
A rövidítések jelentése a következő:
- DNS: nem indult a futamon

### Döntő
| Helyezés | Nemzet                                                     | Idő       | Mj |
| -------- | ---------------------------------------------------------- | --------- | -- |
| Arany    | Egyesült Államok (USA) · Steven Lysak · Stephen Macknowski | 55:55,4   |    |
| Ezüst    | Csehszlovákia (TCH) · Václav Havel · Jiří Pecka            | 57:38,5   |    |
| Bronz    | Franciaország (FRA) · Georges Dransart · Georges Gandil    | 58:00,8   |    |
| 4.       | Ausztria (AUT) · Karl Molnar · Viktor Salmhofer            | 58:59,3   |    |
| 5.       | Kanada (CAN) · Bert Oldershaw · William Stevenson          | 59:48,4   |    |
| 6.       | Svédország (SWE) · Gunnar Johansson · Werner Wettersten    | 1:03:34,4 |    |
|          | Belgium (BEL) · Hubert Coomans · Jean Dubois               | DNS       |    |